# Krupkaïta
La krupkaïta és un mineral de la classe dels sulfurs. Rep el nom de la localitat de Krupka, a la República Txeca, la seva localitat tipus.

## Característiques
La krupkaïta és una sulfosal de fórmula química PbCuBi₃S₆. Va ser aprovada com a espècie vàlida per l'Associació Mineralògica Internacional i publicada l'any 1974. Cristal·litza en el sistema ortoròmbic. La seva duresa a l'escala de Mohs es troba entre 3,5 i 4.
Segons la classificació de Nickel-Strunz, la krupkaïta pertany a «02.H - Sulfosals de l'arquetip SnS, amb Cu, Ag, Fe, Sn i Pb» juntament amb els següents minerals: aikinita, friedrichita, gladita, hammarita, jaskolskiïta, lindströmita, meneghinita, pekoïta, emilita, salzburgita, paarita, eclarita, giessenita, izoklakeïta, kobellita, tintinaïta, benavidesita, jamesonita, berryita, buckhornita, nagyagita, watkinsonita, museumita i litochlebita.

## Formació i jaciments
Va ser descoberta a l'àrea de Knöttel, a la localitat de Krupka (Regió d'Ústí nad Labem, República Txeca). Tot i no tractar-se d'una espècie gaire habitual ha estat descrita en tots els continents del planeta a excepció de l'Antàrtida.